# Shipshaw
Pour les articles homonymes, voir Shipshaw (homonymie).
Shipshaw (de la langue montagnaise ; rivière enfermée) est un secteur de l'arrondissement Jonquière de la ville de Saguenay, au Québec (Canada). 
Située à la confluence de la rivière Shipshaw et la rivière Saguenay, elle est la sixième ancienne municipalité en importance constituant Ville de Saguenay avec ses 2 834 habitants. 
Bien que le territoire de la municipalité de Shipshaw fût exploré par les euro-canadiens vers 1842, il fallut attendre 1888 pour que les premiers colons venus des Éboulements et de La Malbaie s'y installassent. La construction d’un scierie en 1907 et une centrale hydroélectrique de la compagnie Price en 1912 sur la rivière Shipshaw permettent la croissance et le maintien de la population dans le secteur. Shipshaw devient une municipalité le 10 avril 1930 et le village de Saint-Jean-Vianney est érigé séparément en 1952.  
François Fillion est élu premier maire de la municipalité. Lui succèdera le 16 janvier 1933 Joseph Blackburn Pitre et à l'élection municipale du 17 juillet 1939, Joseph Murdock est élu maire. Il occupera ce poste jusqu'en 1951. D'autre part, Eugène Murdock deviendra le premier magistrat de 1951 à 1957 et Georges Murdock en fera de même de 1957 à 1961.
Étant donné que le glissement de terrain du 4 mai 1971 à Saint-Jean-Vianney cause la fermeture du village, il est absorbé par Shipshaw le 9 juillet 1977. Le 18 février 2002, la municipalité est intégrée à la Ville de Saguenay en tant que partie de l'arrondissement de Jonquière.  
Sa principale activité économique est l'industrie du bois. Bien qu'on y relève la présence d'entreprises œuvrant dans l'exploitation et la transformation du bois, le secteur repose économiquement sur Jonquière; plus de la moitié des travailleurs y migrent quotidiennement.

## Histoire
À l'origine, Shipshaw était un petit village d'environ 300 habitants, fondé en 1868, et situé entre Jonquière et Saint-Ambroise.

### Fusion municipale
La municipalité a été annexée à Saguenay lors de la fusion municipale du 18 février 2002.
Shipshaw couvre une superficie d'environ 48 kilomètres carrés. Elle est divisée en deux secteurs, à savoir le Secteur Du Rivage (aussi appelé Saint-Léonard) et le Secteur de la Rivière (aussi appelé le Plateau).

## Administration

### Liste des maires de la municipalité de Shipshaw
- François Fillion	1930 – 1933
- Joseph Blackburn	1933-1939
- Joseph Murdock		1939-1951
- Gonzague Côté		1951-1957
- Philippe Dufour	1857-1961
- Jean-Maurice Coulombe	1961-1971
- Fernand Violette	1971-1975
- Jean-Maurice Coulombe	1975-1980
- Carol Lavoie		1980
- Jean-Claude Lavoie	1980-1986
- Réjean Bergeron	1986-2002

## Géographie

### Territoire

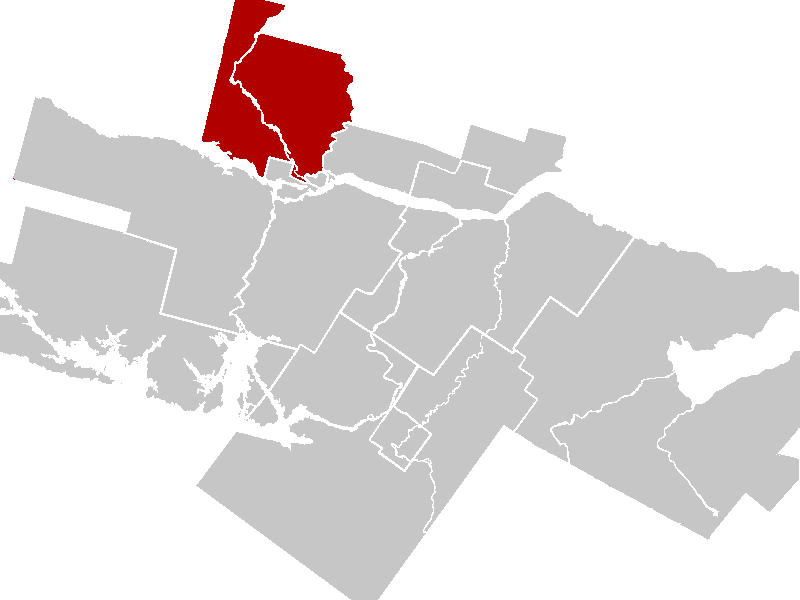
Territoire de Shipshaw.

Le secteur Shipshaw est dans la partie nord-ouest de la ville de Saguenay. Traversé par la rivière Shipshaw, il est délimité par Saint-Honoré au Nord, le secteur Canton Tremblay à l'Est, Jonquière au Sud-Est, la rivière Saguenay au  Sud-Ouest et Saint-Ambroise à l'Ouest. En tout, il couvre 79,47 km2 soit 7 % de la superficie totale de Saguenay. 